# Libby (Montana)
Libby ist eine Stadt im Lincoln County im US-Bundesstaat Montana und Sitz der Countyverwaltung (County Seat).
Laut Zensus von 2020 lebten 2775 Einwohner in der Stadt, die eine Fläche von 3,3 km² aufweist.
Durch den Abbau von Vermiculit durch die W. R. Grace and Company nahe dem Stadtgebiet wurde die Gegend mit Asbest verseucht. Zusammen mit dem an sich harmlosen Vermiculit wurde Tremolit aus dem Berg gefördert, die gesundheitsschädlichste Form von Asbest. Nach Schließung der Mine 1990 gab die Environmental Protection Agency (EPA) vorerst Entwarnung, es seien keine Rückstände von Asbest gemessen worden. Nach Untersuchungen der Seattle Post-Intelligencer und einer Nachuntersuchung durch die EPA nannte diese Libby schließlich 1999 die am schlimmsten mit toxischen Substanzen in Berührung gekommene Gemeinde in den USA. Es wurden 120 Mio. US-Dollar aufgewendet, um dies zu beseitigen. 700 Häuser sind saniert, weitere 700 stehen auf der Liste. Wenn W. R. Grace and Company eine angepeilte Bankrotterklärung durchsetzen, werden die Sanierungskosten schließlich von der öffentlichen Hand getragen werden müssen.